# 莫哈末凯鲁丁·阿曼拉扎里
拿督莫哈末凯鲁丁·阿曼拉扎里（英語：Mohd Khairuddin bin Aman Razali；1973年12月9日—），马来西亚政治人物，前任登嘉楼瓜拉尼鲁斯县的国会议员，也是前任伊斯兰党领袖之一。2020年3月至2021年8月，他在慕尤丁内阁中被任命为马来西亚原产业部长。2022年3月14日，凯鲁丁退出伊斯兰党。

## 耍特权争议
2020年8月18日，凯鲁丁在参与国会辩论时，被民主行动党副秘书长兼吉隆坡士布爹国会议员郭素沁揭露他和妻子在7月3日出差到访过土耳其，回国6天后即7月13日就出席国会，期间还出席12场活动及会议，质问他为何沒有遵守14天强制隔离措施。凯鲁丁随后接受媒体采访时表示，他在7月7日抵达吉隆坡国际机场已经耗时5个小时进行检测，结果呈阴性，还辩称土耳其当时被归类为绿区国家，而土耳其当时疫情比马来西亚还严重，引起各方批评。而隔离措施条例阐明，任何人从国外回国，都必须接受检测，即使检测呈阴性，也需要强制隔离14天。在被隔离13天后，必须再次接受检测，只要结果呈阴性，才能外出，反之则送往医院治疗。莫哈末凯鲁丁行为引起公愤和讨伐，网民和政党人物对此质问国盟政府是否部长就享有特权，无需强制隔离，同时要求国家安全理事会对此解释，是否持双重标准执法。行动党对此兵分三路报警，促请调查凯鲁丁违反行为。卫生部对此也宣布展开调查。
凯鲁丁直到20日才现身在瓜拉登嘉楼的民防部队的授勋仪式，他在接受相关采访时沒有正面回应，只强调一切等待卫生部和首相厅的声明。网民对此发起联署请愿，超过5万人响应要他辞职。凯鲁丁21日再次辩称他已进行了3次检测，其中1次在8月13日进入国家王宫觐见国家元首时，结果都呈阴性。网民对此再次狠批国盟政府双重标准，点出之前国家元首苏丹阿都拉和首相慕尤丁都因接触相关患者自行隔离14天，质问凯鲁丁凭什么可以耍特权。讽刺的是，他在8月4日在面子书贴文中，斥责吉打的锡沃根加感染群之所以爆发，就是因为不遵守SOP所致。对此，网民群起涌入该篇帖子责骂凯鲁丁，该帖子随着被删除。
卫生部于8月22日发表声明，指凯鲁丁已在8月7日缴付了1000令吉罚款。凯鲁丁也宣布将自己5月至8月的薪资，全部捐赠给卫生部的新冠肺炎基金会，并向所有人公开道歉，获到部分国盟议员的支持。巫统华玲国会议员阿都阿兹·阿都拉欣更称赞凯鲁丁是为了“救国”才去土耳其，并带回820亿投资。时任环境部长端依布拉欣·端曼也以「沒有引发新感染群，不算重要课题为由」，要求各方停止评论。8月23日，马来西亚皇家警察宣布已接获27宗相关投报，已针对凯鲁丁违法行为开档调查。
警方向马来西亚总检察署提呈他的调查报告后两度被退回，勒令完善调查报告。最终总检察署于10月21日宣布卫生部沒有派发居家隔离表格给他，因此没有充分的违反证据为由，将案件列为NFA（No Further Action），宣布不会对没有进行居家隔离的凯鲁丁采取任何行动。
10日后，凯鲁丁再次被拍到违反SOP没有戴口罩，还获得伊党同僚辩称非拥挤场合的情况下未戴口罩，是正确的举措。
2021年1月11日，在有内阁部长相继确诊下，凯鲁丁如常出席大马棕油局（MPOB）记者会活动。他宣称，由于他与2位确诊新冠肺炎的内阁部长没有密切接触，因此没自我隔离。

## 选举成绩
| 年份 | 选区                   | 候选人 | 候选人                   | 得票数 | 得票率 | 竞选对手                   | 竞选对手                          | 得票数 | 得票率 | 总票数 | 多数票 | 投票率 |
| ---- | ---------------------- | ------ | ------------------------ | ------ | ------ | -------------------------- | --------------------------------- | ------ | ------ | ------ | ------ | ------ |
| 2013 | 登嘉樓 P035 瓜拉尼鲁斯 |        | 莫哈末凯鲁丁（伊斯兰党） | 33,861 | 50.45% |                            | 莫哈末纳西·依布拉欣菲克里（巫统） | 33,251 | 49.55% | 68,036 | 610    | 89.24% |
| 2018 | 登嘉樓 P035 瓜拉尼鲁斯 |        | 莫哈末凯鲁丁（伊斯兰党） | 37,974 | 52.66% |                            | 东姑阿斯玛迪（巫统）              | 29,527 | 40.95% | 73,211 | 8,447  | 87.51% |
| 2018 | 登嘉樓 P035 瓜拉尼鲁斯 |        | 莫哈末凯鲁丁（伊斯兰党） | 37,974 | 52.66% | 阿都拉莫哈末（国家诚信党） | 4,604                             | 6.39%  |        | 73,211 | 8,447  | 87.51% |
| 2022 | 登嘉樓 P035 瓜拉尼鲁斯 |        | 莫哈末凯鲁丁（巫统）     | 26,932 | 30.73% |                            | 阿里亚斯拉萨（伊斯兰党）          | 56,697 | 64.70% | 87,628 | 29,765 | 82.71% |
| 2022 | 登嘉樓 P035 瓜拉尼鲁斯 |        | 莫哈末凯鲁丁（巫统）     | 26,932 | 30.73% | 苏海米哈欣（国家诚信党）   | 3,708                             | 4.23%  |        | 87,628 | 29,765 | 82.71% |
| 2022 | 登嘉樓 P035 瓜拉尼鲁斯 |        | 莫哈末凯鲁丁（巫统）     | 26,932 | 30.73% | 阿扎哈瓦希（祖国斗士党）   | 291                               | 0.33%  |        | 87,628 | 29,765 | 82.71% |

## 个人荣誉
- 彭亨
  -  彭亨王冠拿督勋章（DIMP）—拿督（2013年）